# Esclavage au Soudan
 (juin 2009).
Si vous disposez d'ouvrages ou d'articles de référence ou si vous connaissez des sites web de qualité traitant du thème abordé ici, merci de compléter l'article en donnant les références utiles à sa vérifiabilité et en les liant à la section « Notes et références ».

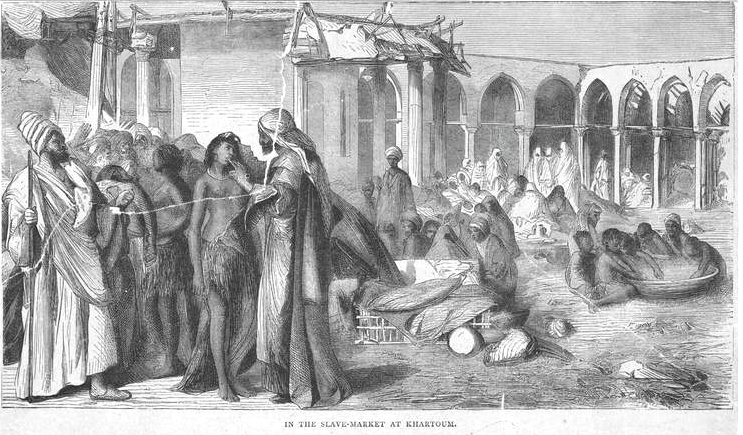
Marché aux esclaves à Khartoum (1879)

L'esclavage au Soudan a une tradition historique et affecte les peuples noirs du Soudan du Sud et des monts Nuba. Elle était renforcée par la seconde guerre civile soudanaise qui s'est terminée en 2005. Sur le plan juridique, le Soudan anglo-égyptien a signé en 1927 la Convention de Genève sur l'esclavage de 1926.
L'esclavage contemporain, trafic humain comprenant l'enlèvement et le travail forcé, demeure pourtant une réalité au Soudan où des milliers de personnes attendent d'être libérées et où de nouveaux enlèvements violents se produisent encore.
Une grande partie de la population noire africaine du Soudan est menacée par une traite esclavagiste par laquelle des milices arabes enlèvent des femmes et des enfants noirs africains comme butin pour les revendre à des marchands d'esclaves dans les villes.
Selon l'ONG Anti-Slavery International, il y aurait actuellement environ 14 000 esclaves au Soudan. Le rapport de l'ONG révèle que "entre octobre et novembre 2001, des ONG au Soudan ont signalé que de nouveaux raids s'étaient produits dans le nord du Bahr el-Ghazal ce qui a donné lieu à la disparition de femmes et d'enfants. Le 28 mars 2002, le rapporteur spécial des Nations unies pour le respect des droits de l'homme au Soudan, Gerhart Baum, a déclaré continuer de « recevoir des notifications de raids suivis d'enlèvements...».
En 1995, l'ONG suisse Christian Solidarity International entame un rachat d'esclaves au Soudan qui permet de libérer un total, en janvier 1999, de 5 066 personnes. Le plus important rachat à cette date est celle de 1 050 esclaves noirs, au prix du marché de 50 dollars américains par tête, dans la province de Bahr el-Ghazal fin janvier 1999.
Encore aujourd'hui, le gouvernement soudanais n'a pas pris de mesures adéquates pour mettre un terme aux raids et à l'esclavage.
Durant la guerre civile sud-soudanaise en cours depuis 2014, des milliers de femmes sont réduites à un état d'esclavage sexuel par les combattants et souvent assassinées.

### Organismes humanitaires
- Anti-Slavery International homepage
- Free the Slaves
- Aid Watch
- Observatoire de l'action humanitaire